# SPV GmbH
Az SPV GmbH (más néven Schallplatten, Produktion & Vertrieb GmbH) egy független német lemezkiadó társaság. 

## Története
1984-ben Hannoverben alapította Manfred Schütz.
A vállalkozás kezdetben külföldi, főleg brit és amerikai lemezkiadókhoz tartozó előadók liszenszelt kiadványainak németországi, illetve nyugat-európai kiadásával és terjesztésével foglalkozott, majd saját művészeket is szerződtetni kezdett a különböző zenei stílusok számára létrehozott alkiadóihoz. A legjelentősebb a hard rock és heavy metal előadókat összefogó Steamhammer alkiadó.
Manfred Schütz húsz év alatt egy 125 főt foglalkoztató vállalatot épített fel, amely Európa egyik legnagyobb független lemezcége lett, és 2004-ben már 74 millió eurós forgalmat bonyolított több mint 4000 művész, köztük 350 saját előadó kiadványaival. 
Az Internet és az illegális letöltések terjedésével a fizikai hanghordozók piaca drasztikusan visszaesett, ami az SPV-t súlyos pénzügyi válságba sodorta. 2008-ra a forgalmuk 34 millió euróra esett vissza, 2009 májusában pedig az akkor 25 éves vállalat csődvédelmet kért. A vállalat átszervezését az új vezető Frank Uhle végezte. Az alapító, Manfred Schütz, elhagyta a céget és új vállalkozást indított MIG (Made In Germany) néven. Az SPV pénzügyi helyzete 2012 októberére stabilizálódott egy befektetői csoport érkezésével, aminek segítségével sikerült megmenteni a cég teljes portfólióját.